# 亞斯納波利亞納 (海尼切斯克市鎮)
46°10′45″N 34°37′32″E / 46.17917°N 34.62556°E
亞斯納波利亞納（烏克蘭語：Ясна Поляна）是位於烏克蘭南部的村莊，由赫爾松州海尼切斯克區的海尼切斯克市镇負責管轄。該村始建於1860年，面積7.65平方公里，海拔高度9米，2001年人口152，人口密度每平方公里19.9人。